# 程文季
程文季（？—579年），字少卿，新安海寧人，南北朝南陳官員、將領。
程文季是重安縣公程靈洗的兒子，他自小學習騎射，做事有謀略，當機立斷，有父親的影子。成年後跟隨程靈洗征討，總會衝鋒陷陣；程靈洗與周文育、侯安都等人在沌口遭打敗，被王琳抓獲，陳武帝召來各將領的子弟厚待他們，程文季的禮貌儀容最好，得到武帝欣賞。永定年間，累遷通直散騎侍郎、句容縣令。陳文帝嗣位，除授宣惠將軍始興王陳伯茂的府限內中直兵參軍，其時陳伯茂擔任揚州刺史，鎮守冶城，府中的軍事都交託給程文季。天嘉二年（561年）獲授貞毅將軍、新安太守，跟從侯安都東征留異，留異的黨羽向文政佔據新安，他帶領三百名精兵，輕壯前往攻打。向文政派遣侄子向瓚拒守，他大敗向瓚軍隊，向文政於是投降。次年（562年），陳伯茂出鎮東州，程文季任職鎮東府中兵參軍，帶任剡縣縣令。天嘉四年（563年），陳寶應與留異勾結，又伴隨周迪出兵臨川，陳文帝派信義太守余孝頃從海道襲擊晉安，他擔任先鋒，戰無不勝，陳寶應被平定，他的戰功居多，回朝轉任府諮議參軍，領中直兵。之後外任臨海太守，不久搭乘金翅協助父親鎮守郢城。華皎平定，程靈洗及程文季父子皆有防禦功勳，到程靈洗逝世，他接收父親部下，起用為超武將軍，仍然協助防守郢州。程文季個性孝順，雖然因為軍旅除去喪服，出任官職，但他依然悲傷得很消瘦。
太建二年（570年），程文季任職豫章內史，依然擔任將軍，服喪完畢，襲封重安縣公。他伴隨都督章昭達帶領軍隊到荊州攻打西梁蕭巋，蕭巋與北周軍隊製造許多戰艦，放在青泥水中，其時水流急速，章昭達就派程文季和錢道戢乘搭輕舟偷襲，燒毀北周艦隊。章昭達又因蕭巋等兵忪懈，再次派他於夜晚潛入外城，殺傷無數，不久大量周兵攻至，巴陵內史雷道勤戰死，他只能身免，以功加通直散騎常侍、安遠將軍，增食邑五百戶。太建五年（573年），都督吳明徹北伐秦郡，秦郡江濱連接滁水，北齊人放下大柱為木樁作水中欄柵，吳明徹首先派他率領勇猛士卒拔開欄柵，吳明徹帶領大軍從後來到，攻陷秦郡。又另外遣派程文季包圍涇州屠城，攻陷盱眙，再隨吳明徹包圍壽陽。程文季做事謹嚴急刻，治理部下嚴明整齊，攻克的城池，一概在窄河上建堰，工程總會動員數萬人；每次戰事他一定比各將領晚睡早起，到傍晚也不休息，軍中沒有人不佩服他的勤奮；打仗期間也置身前鋒，北齊士兵十分害怕他，稱為「程虎」。因功獲授散騎常侍、明威將軍，增食邑五百戶，又帶任新安內史，進號武毅將軍。太建八年（576年），朝廷任命程文季為持節、都督譙州諸軍事、安遠將軍、譙州刺史，同年又監督北徐仁州諸軍事、北徐州刺史，其他如故。次年（577年），再次跟隨吳明徹北伐，在呂梁設立土堰，至太建十年（578年）春天被北周打敗，在當地囚禁，但授與他開府儀同三司。太建十一年（579年）他從北周逃歸，在渦陽被為邊境地區的官吏抓獲，送到長安，在獄中去世，當時陳後主和北周斷絕來往，不知此事。至德元年（583年）後主得始程文季去世，追贈散騎常侍，讓他的兒子程響襲封重安縣侯，食邑一千戶。

## 引用
1. 1 2  《陳書·卷十·列傳第四》：程靈洗字玄滌，新安海寧人也。……子文季嗣。文季字少卿。幼習騎射，多幹略，果決有父風。弱冠從靈洗征討，必前登陷陣。靈洗與周文育、侯安都等敗於沌口，為王琳所執，高祖召陷賊諸將子弟厚遇之，文季最有禮容，深為高祖所賞。永定中，累遷通直散騎侍郎、句容令。世祖嗣位，除宣惠始興王府限內中直兵參軍。是時王為揚州刺史，鎮冶城，府中軍事，悉以委之。
2. 1 2  《南史·卷六十七·列傳第五十七》：文季字少卿，幼習騎射，多幹略，果決有父風。靈洗與周文育、侯安都等敗於沌口，為王琳所執，武帝召陷賊諸將子弟厚遇之，文季最有禮容，深見賞。文帝嗣位，除宣惠始興王府限內中直兵參軍。
3. ↑  《陳書·卷十·列傳第四》：天嘉二年，除貞毅將軍、新安太守，仍隨侯安都東討留異。異黨向文政據有新安，文季率精甲三百，輕往攻之。文政遣其兄子瓚來拒，文季與戰，大破瓚軍，文政乃降。三年，始興王伯茂出鎮東州，復以文季為鎮東府中兵參軍，帶剡令。四年，陳寶應與留異連結，又遣兵隨周迪更出臨川，世祖遣信義太守余孝頃自海道襲晉安，文季為之前軍，所向克捷。陳寶應平，文季戰功居多，還，轉府諮議參軍，領中直兵。出為臨海太守。尋乘金翅助父鎮郢城。華皎平，靈洗及文季嵭有扞禦之功。及靈洗卒，文季盡領其红，起為超武將軍，仍助防郢州。文季性至孝，雖軍旅奪禮，而毀瘠甚至。
4. ↑  《南史·卷六十七·列傳第五十七》：累遷臨海太守。後乘金翅助父鎮郢城。華皎平，靈洗及文季並有扞禦之功。及靈洗卒，文季盡領其眾。起為超武將軍，仍助防郢州。文季性至孝，雖軍旅奪禮，而毀瘠甚至。
5. ↑  《陳書·卷十·列傳第四》：太建二年，為豫章內史，將軍如故。服闋，襲封重安縣公。隨都督章昭達率軍往荊州征蕭巋。巋與周軍多造舟艦，置于青泥水中。時水長漂疾，昭達乃遣文季共錢道戢輕舟襲之，盡焚其舟艦。昭達因蕭巋等兵稍怠，又遣文季夜入其外城，殺傷甚红。既而周兵大出，巴陵內史雷道勤拒戰死之，文季僅以身免。以功加通直散騎常侍、安遠將軍，增邑五百戶。五年，都督吳明徹北討秦郡，秦郡前江浦通滁水，齊人嵭下大柱為杙，柵水中，乃前遣文季領驍勇拔開其柵，明徹率大軍自後而至，攻秦郡克之。又別遣文季圍涇州，屠其城，進攻盱眙，拔之。仍隨明徹圍壽陽。
6. ↑  《南史·卷六十七·列傳第五十七》：服闋，襲封重安縣公。隨都督章昭達率軍往荊州征梁。梁人與周軍多造舟艦，置於青泥水中，昭達遣文季共錢道戢盡焚其舟艦。既而周兵大出，文季僅以身免。以功加通直散騎常侍。太建五年，都督吳明徹北討，至秦郡。秦郡前江浦通塗水，齊人並下大柱為杙，柵水中。文季乃前領驍勇，拔開其柵，明徹率大軍自後而至，攻克秦郡。又別遣文季攻涇州，屠其城。進拔盱眙。仍隨明徹圍壽陽。
7. ↑  《陳書·卷十·列傳第四》：文季臨事謹急，御下嚴整，前後所克城壘，率皆迮水為堰，土木之功，動踰數萬。每置陣役人，文季必先諸將，夜則早起，迄暮不休，軍中莫不服其勤幹。每戰恆為前鋒，齊軍深憚之，謂為程虎。以功除散騎常侍、明威將軍，增邑五百戶。又帶新安內史，進號武毅將軍。八年，為持節、都督譙州諸軍事、安遠將軍、譙州刺史。其年，又督北徐仁州諸軍事、北徐州刺史，餘嵭如故。九年，又隨明徹北討，於呂梁作堰，事見明徹傳。十年春，敗績，為周所囚，仍授開府儀同三司。十一年，自周逃歸，至渦陽，為邊吏所執，還送長安，死于獄中。後主是時既與周絕，不之知也。至德元年，後主始知之，追贈散騎常侍。尋又詔曰：「故散騎常侍、前重安縣開國公文季，纂承門緒，克荷家聲。早歲出軍，雖非元帥，啟行為最，致果有聞，而覆喪車徒，允從黜削。但靈洗之立功扞禦，久而見思，文季之埋魂異域，有足可憫。言念勞舊，傷茲廢絕，宜存廟食，無使餧而。可降封重安縣侯，邑一千戶，以子饗襲封。」
8. ↑  《南史·卷六十七·列傳第五十七》：文季臨事謹飭，禦下嚴整，前後所克城壘，率皆迮水為堰，土木之功，動踰數萬。置陣役人，文季必先于諸將，夜則早起，迄暮不休，軍中莫不服其勤幹。每戰為前鋒，齊軍深憚之，謂為程彪。以功除散騎常侍，帶新安內史。累遷北徐州刺史，加都督。後隨明徹北侵，軍敗，為周所囚，仍授開府儀同三司。十一年，自周逃歸，至渦陽，為邊吏執送長安，死於獄。是時既與周絕，不之知。至德元年，後主知之，贈散騎常侍。又詔傷其廢絕，降封重安縣侯，以子響襲封。